# Doom VFR
Doom VFR — компьютерная игра в жанре шутера от первого лица для шлемов виртуальной реальности HTC Vive и PlayStation VR, разработанная id Software и изданная Bethesda Softworks. Вышла 1 декабря 2017 года.
Официальное описание к игре гласит: «После начала демонического вторжения в лабораторию ОАК на Марсе вы были последним выжившим… но погибли. ОАК переместила ваше сознание в матрицу искусственного мозга, чтобы вы восстановили стабильную работу базы и остановили демонов.»

## Игровой процесс
Игровой процесс схож с таковым в предыдущей игре серии, Doom 2016 года. Игра представляет собой шутер от первого лица. Как и в предыдущих играх серии игрок может носить большой арсенал различного футуристического оружия. Игрок может перемещаться на короткие дистанции с помощью рывков или на большие — с помощью телепортации. Противников можно уничтожать как из стрелкового оружия, так и с помощью бензопилы и телефрага — уничтожения противника при помощи телепортации.

## Отзывы и критика
| Сводный рейтинг    | Сводный рейтинг                |
| Агрегатор          | Оценка                         |
| ------------------ | ------------------------------ |
| GameRankings       | - (PC) 65,00 % - (PS4) 71,46 % |
| Metacritic         | (PC) 69 (PS4) 72               |
| Иноязычные издания |                                |
| Издание            | Оценка                         |
| Game Informer      | 5/10                           |
| IGN                | 8/10                           |

Игра получила смешанные отзывы от прессы и игроков. Критике часто подвергалась система перемещения. Рецензент портала IGN Дэн Стэплетон поставил игре 8 баллов из 10 возможных похвалив шутерную механику игры, но при этом выделил в качестве недостатка слабый сюжет. Gameinformer поставил VFR оценку в 5 баллов из 10, отметив неудобную механику передвижения и уровни, неприспособленные под игру для виртуальной реальности.